# Clare Egan
Pour les articles homonymes, voir Egan.
Clare Egan est une biathlète américaine, née le 19 novembre 1987 à Cape Elizabeth.

## Biographie
Elle a obtenu un master en linguistique à l'Université du New Hampshire (relations internationales) et parle six langues.
À l'origine active en ski de fond au niveau national, elle fait ses débuts dans le biathlon au haut niveau lors de l'hiver 2012-2013, remportant le titre national sur la mass start cet hiver.
Elle fait son apparition en Coupe du monde en début d'année 2015 à Antholz avec le relais. Elle est sélectionnée pour les Championnats du monde 2015 à Kontiolahti, où elle arrive 40e du sprint, lui octroyant son premier point pour la Coupe du monde. Lors de la manche inaugurale de la saison 2015-2016 à Östersund, elle se classe 16e du sprint, son meilleur résultat individuel en Coupe du monde à l'époque.
Aux Championnats du monde 2017, Clare Egan obtient plusieurs résultats notables : 20e du sprint, 22e de l'individuel et 24e de la mass-start, performances qu'elle améliore deux ans plus tard lors des mondiaux d'Östersund en 2019, sur le sprint (11e), la poursuite (12e), et le relais (9e avec l'équipe des Ètats-Unis). Entre-temps, elle participe aux Jeux olympiques d'hiver de 2018, sans grands résultats (au delà de la soixantième place sur le sprint et l'individuel, treizième en relais).
À la fin de la meilleure saison de sa carrière (2018-2019), au cours de laquelle elle intègre notamment pour la première fois le top 10 d'une course, elle obtient enfin son premier podium en Coupe du monde le 24 mars 2019, en terminant troisième de la mass start finale d'Oslo-Holmenkollen. Ce résultat lui permet de terminer à la 18e place du classement général. Clare Egan était l'américaine la mieux classée au général de la saison 2018-2019, hommes et femmes confondus, puisque chez les hommes Sean Doherty était 25e.
Elle est depuis 2018 à la tête de la Commission des athlètes de l'Union internationale de biathlon.
Elle met un terme à sa carrière à l'issue de la saison 2021-2022.

## Palmarès

### Jeux olympiques d'hiver
| Épreuve / Édition                | Individuel | Sprint | Poursuite | Départ groupé | Relais | Relais mixte |
| Jeux olympiques 2018 Pyeongchang | 62e        | 61e    | —         | —             | 13e    | —            |
| Jeux olympiques 2022 Pékin       | 39e        | 46e    | 38e       | —             | 11e    | 7e           |

Légende :
- - : Non disputée par Egan

### Championnats du monde
| Édition / Épreuve       | Individuel | Sprint | Poursuite | Mass start | Relais | Relais mixte | Relais mixte simple              |
| ----------------------- | ---------- | ------ | --------- | ---------- | ------ | ------------ | -------------------------------- |
| Kontiolahti 2015        | 51e        | 39e    | 51e       | —          | 11e    | —            | Épreuve inexistante à cette date |
| Oslo 2016               | 66e        | 84e    | —         | —          | 13e    | —            | Épreuve inexistante à cette date |
| Hochfilzen 2017         | 22e        | 20e    | 41e       | 24e        | 14e    | 16e          | Épreuve inexistante à cette date |
| Östersund 2019          | 53e        | 11e    | 12e       | 26e        | 9e     | 19e          | —                                |
| Antholz-Anterselva 2020 | 58e        | 26e    | 46e       | —          | 15e    | 13e          | —                                |
| Pokljuka 2021           | 39e        | 54e    | 44e       | —          | 13e    | 12e          | 22e                              |

Légende :
- — : Non disputée par Egan

### Coupe du monde
- Meilleur classement général : 18e en 2019.
- 1 podium individuel : 1 troisième place.

mis à jour le 24 mars 2019. 

#### Classements en Coupe du monde par saison
| Saison    | Classement général final | Individuel | Sprint | Poursuite | Mass start |
| 2014-2015 | 94e                      | nc         | 87e    | nc        |            |
| 2015-2016 | 67e                      | nc         | 57e    | 63e       |            |
| 2016-2017 | 55e                      | 43e        | 57e    | 67e       | 43e        |
| 2017-2018 | 63e                      | nc         | 56e    | 78e       | 43e        |
| 2018-2019 | 18e                      | nc         | 14e    | 11e       | 14e        |
| 2019-2020 | 42e                      | 23e        | 47e    | 39e       | 45e        |
| 2020-2021 | 36e                      | 58e        | 29e    | 41e       | 31e        |
| 2021-2022 | 45e                      | 12e        | 47e    | 63e       | 41e        |